# Globule (sous-marin)
Pour les articles homonymes, voir Globule.
Le Globule est un sous-marin de poche français, conçu en 1974 par la Comex de Marseille, pour l'exploration océanographique jusqu’à 300 m de profondeur.

## Histoire
Ce sous-marin de poche biplace autonome est conçu avec un grand cockpit sphérique semi vitré, pour une vue panoramique à 360° jusqu’à 300 m de profondeur. Il est propulsé avec 5 moteurs électriques avec 2,5 heures d'autonomie pour une vitesse de 1,75 nœud (3,2 km/h) .

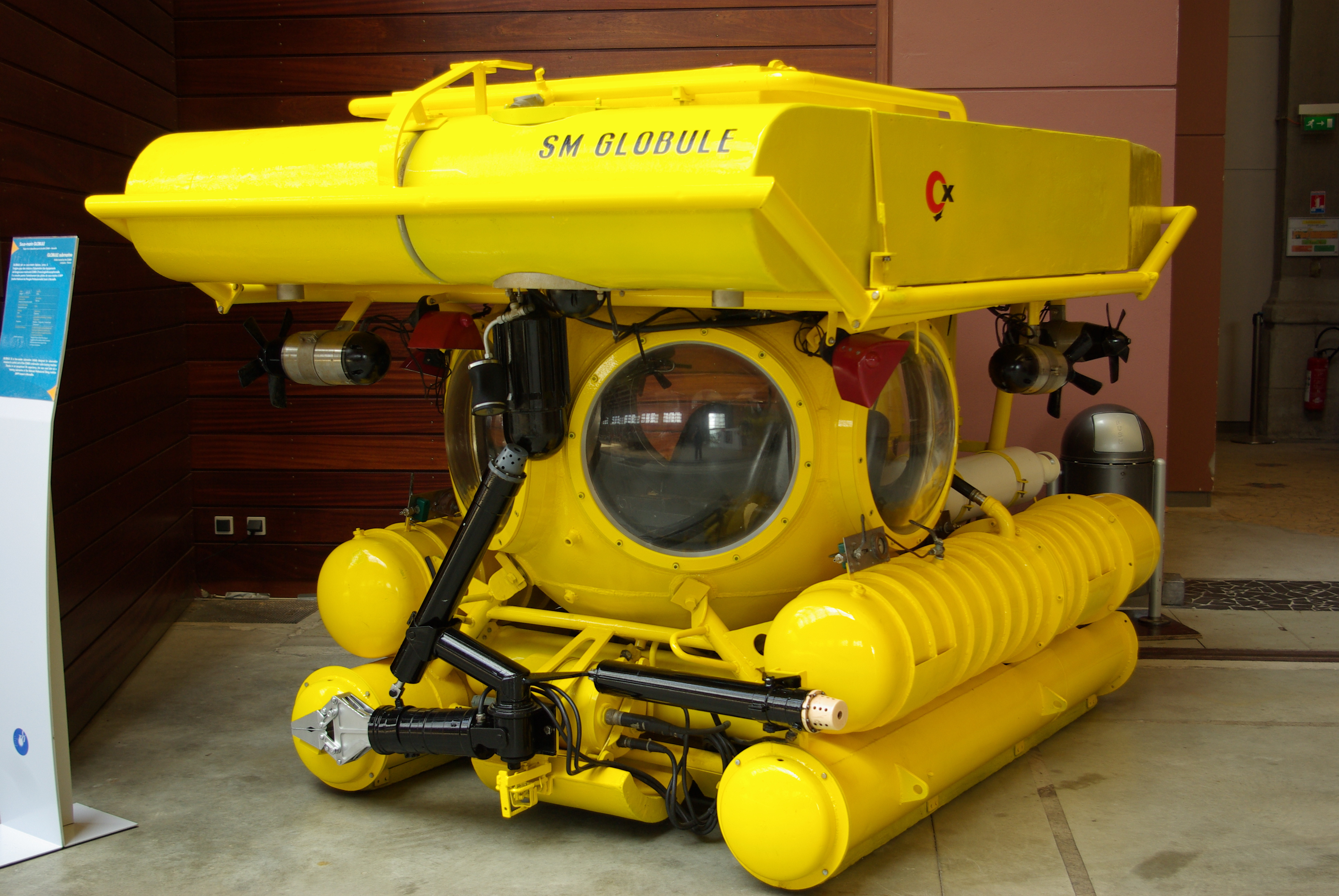
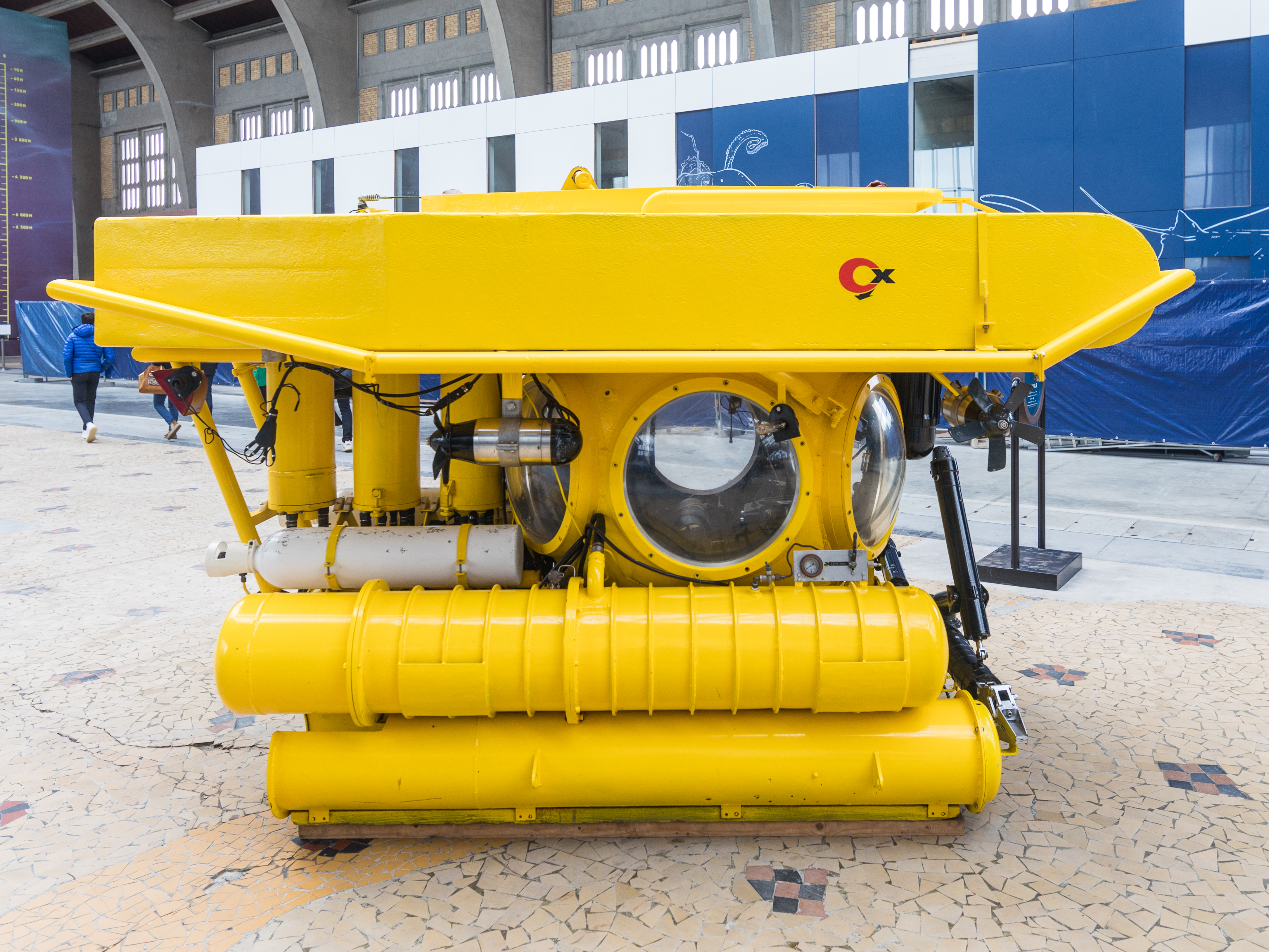

Il est conçu à l’origine pour des missions d’observation des équipements de forages de géologie marine de Comex. D’une longévité exceptionnelle, il a ensuite permis entre autres l’entraînement des pilotes de sous-marins à l'Institut national de plongée professionnelle (INPP) basé à Marseille.
Il est désarmé depuis 1990 et exposé à ce jour en tant que navire musée à La Cité de la Mer de Cherbourg-en-Cotentin en Normandie.

## Caractéristiques techniques
- Profondeur maximale de plongée : 300 m
- Poids : 4 tonnes
- Équipage : 2 personnes
- Propulsion : 2 propulseurs horizontaux, 2 verticaux, 1 transversal
- Autonomie électrique – 2,5 heures sur batteries
- Autonomie en mode survie : 4 à 5 jours
- Ballasts : 2 de 118 litres
- Année de fabrication : 1974

## Quelques autres sous-marins COMEX
- Total Sub (1967)
- Castor et Pollux (1967)[4]
- Mob 1000 (1975)
- Moana III (1976)
- Saga I (1987)
- Remora 600 (1988)
- Remora 2000 (1994)
- Apache et Super Achille : ROV télécommandés par câble.